# Клятвена незаймана (фільм)
«Клятвена незаймана» (італ. Vergine giurata) — міжнародно спродюсований драматичний фільм, знятий дебютантом Лаурою Біспурі за однойменним романом албанської письменниці Елвіри Донес 2007 року видання. Світова прем'єра стрічки відбулась 12 лютого 2015 року на Берлінському кінофестивалі 2015, де вона змагалася за головну нагороду.
Назва посилається на давню албанську традицію, за якою дівчата, що принесли клятву бурнеша, дають обітницю целібату, коротко стрижуть волосся, отримують чоловіче ім'я, одяг і набувають усіх прав та соціальних привілеїв чоловіків.

## Сюжет
Гана — прийомна дочка в албанській родині — прагне свободи, тому приймає рішення стати клятвеною незайманою та приміряє роль чоловіка. За традицією, що існує в патріархальній Албанії, вона повинна відмовитись від своєї жіночої суті, давши перед старійшинами обітницю вічної незайманості. Зазвичай дівчата стають бурнеш у разі крайньої необхідності — через небажання вступати в шлюб проти волі, або якщо помирає глава сім'ї і прогодувати її більше нікому. Але у волелюбної Гани інша історія — з дитинства вона щиро не розуміє, чому їй щось не можна тільки тому, що вона не чоловік. І щоб відпрацювати свій хліб у прийомній сім'ї Гана стає Марком. Через десять років її рідня помре і Марк вирушить до кузини в Італію, яка поїхала туди з Албанії раніше, і побачить, що є світ, не заточений під чоловіка, і пройде всередині себе зворотний шлях до Гани.

## У ролях
- Альба Рорвахер — Гана / Марк
- Емілі Феррателло — Йоніда
- Ларс Ейдінгер — Бернгард
- Флоня Коделі — Ліла
- Луан Джаха — Стефен
- Бруно Шлаку — Г'єргж
- Іліре Вінка Келаж — Катріна

## Визнання
| Нагороди та номінації фільму «Клятвена незаймана» | Нагороди та номінації фільму «Клятвена незаймана»    | Нагороди та номінації фільму «Клятвена незаймана» | Нагороди та номінації фільму «Клятвена незаймана» | Нагороди та номінації фільму «Клятвена незаймана» | Нагороди та номінації фільму «Клятвена незаймана» |
| Рік                                               | Кінопремія / Кінофестиваль                           | Категорія / Нагорода                              | Номінант                                          | Результат                                         |                                                   |
| ------------------------------------------------- | ---------------------------------------------------- | ------------------------------------------------- | ------------------------------------------------- | ------------------------------------------------- | ------------------------------------------------- |
| 2015                                              | Берлінський кінофестиваль 2015                       | «Золотий ведмідь» за найкращий фільм              | «Клятвена незаймана»                              | Номінація                                         |                                                   |
| 2015                                              | Берлінський кінофестиваль 2015                       | Найкращий дебютний фільм                          | «Клятвена незаймана»                              | Номінація                                         |                                                   |
| 2015                                              | Міжнародний кінофестиваль у Копенгагені 2015         | Ґран-прі («Новий талант»)                         | «Клятвена незаймана»                              | Номінація                                         |                                                   |
| 2015                                              | Кінопремія «Давид ді Донателло» 2015                 | Найкращий режисер                                 | Лаура Біспурі                                     | Номінація                                         |                                                   |
| 2015                                              | Гонконгський міжнародний кінофестиваль 2015          | «Золота жар-птиця» («Молоде кіно»)                | Лаура Біспурі                                     | Перемога                                          |                                                   |
| 2015                                              | Гонконгський міжнародний кінофестиваль 2015          | Приз ФІПРЕСІ                                      | «Клятвена незаймана»                              | Номінація                                         |                                                   |
| 2015                                              | Кінопремія «Срібна стрічка» 2015                     | Найкращий новий режисер                           | Лаура Біспурі                                     | Номінація                                         |                                                   |
| 2015                                              | Кінофестиваль Ортіджія 2015                          | Приз журі за найкращий фільм                      | «Клятвена незаймана»                              | Перемога                                          |                                                   |
| 2015                                              | Міжнародний кінофестиваль в Сан-Франциско 2015       | «Золоті ворота» за найкращого нового режисера     | Лаура Біспурі                                     | Перемога                                          |                                                   |
| 2015                                              | Міжнародний кінофестиваль в Сан-Франциско 2015       | Приз нових режисерів                              | Лаура Біспурі                                     | Перемога                                          |                                                   |
| 2015                                              | Кінофестиваль Трайбека 2015                          | Приз Нори Ефрон                                   | Лаура Біспурі та Франческа Маньєрі                | Перемога                                          |                                                   |
| 2015                                              | Кінофестиваль Трайбека 2015                          | Найкращий оповідний фільм                         | «Клятвена незаймана»                              | Номінація                                         |                                                   |
| 2015                                              | 45-й Київський міжнародний кінофестиваль «Молодість» | «Сонячний зайчик»                                 | «Клятвена незаймана»                              | Перемога                                          |                                                   |
| 2015                                              | Антальський міжнародний кінофестиваль                | «Золота помаранча» за найкращий фільм             | «Клятвена незаймана»                              | Номінація                                         |                                                   |